# Barrio Jorge Hernández
Jorge Hernández es uno de los sectores que conforman la ciudad de Cabimas en el estado Zulia (Venezuela). Pertenece a la parroquia Jorge Hernández. No debe confundirse con la parroquia del mismo nombre del municipio Cabimas.

## Etimología
Recibe su nombre del sindicalista Jorge Hernández uno de los fundadores del Sindicato de Obreros y Empleados Petroleros SOEP.

## Ubicación
Se encuentra entre los sectores Corito al norte (carretera M), El Lucero al este (calle Oriental), INOS al sur, y R5 al oeste (Av Intercomunal). 

## Zona Residencial
Además de las viviendas el sector Jorge Hernández, tiene una laguna natural en el centro que interrumpe algunas de sus calles, su límite sur es la que debe ser la calle más al sur de Cabimas, que lo separa del barrio INOS.

## Vialidad y Transporte
Las calles Oriental y Postes Negros terminan en el sector como vías de tierra. Las líneas extraurbanas Punta Gorda y Cabimas - Lagunillas pasan por la Av Intercomunal.